# Dichotomius mysticus
Dichotomius mysticus là một loài bọ cánh cứng trong họ Bọ hung (Scarabaeidae).